# Souto Soares
Souto Soares is een gemeente in de Braziliaanse deelstaat Bahia. De gemeente telt 19.407 inwoners (schatting 2009).

## Aangrenzende gemeenten
De gemeente grenst aan Barro Alto, Barra do Mendes, Iraquara, Mulungu do Morro en Seabra.